# 殺意のメッセージ
『殺意のメッセージ』（さついのメッセージ）は、松本洋子による日本の漫画作品。『なかよし』（講談社）にて1992年11月号から1993年5月号まで連載された。全7話。単行本は同社の講談社コミックスなかよしより全2巻が刊行された。

## 書誌情報
- 松本洋子 『殺意のメッセージ』 講談社〈講談社コミックスなかよし〉、全2巻
  1. 1993年6月5日第1刷発行、ISBN 4-06-178751-9
  2. 1993年9月6日第1刷発行、ISBN 4-06-178760-8

  - 2巻には読み切り作品「血のつぶやき闇のささやき」が併録されている。